# Эрдем, Реха
Реха Эрдем (тур. Reha Erdem; род. 1960, Стамбул, Турция) — турецкий режиссёр и сценарист.

## Биография
Реха Эрдем родился в Стамбуле в 1960 году. Окончил Отделение кинематографии 8 Парижского университета и получил степень магистра в области современного искусства. Он автор шести полнометражных фильмов, над каждым из которых он работал не только как режиссёр, но и как сценарист и монтажер. Реха Эрдем также снимает короткометражное кино и работает с театральными постановками в Турции.

## Избранная фильмография
- Джин (Jin, 2013)
- Космос (Kosmos, 2010)
- Это жизнь (Hayat var, 2008)
- Пять времен (Bes vakit,2006)
- Мамочка, я боюсь (Korkuyorum Anne, 2004) - премия FIPRESCI
- Погоня за деньгами (Kac Para KAC, 1999)
- О, Луна (O. Ay, 1989)

### Короткометражные фильмы
- Песня моря  (Song of the sea, 1995)
- В любое время в октябре (Anytime in Оctober, 2006)